# Юненг
Юне́нг (фр. Huningue) — коммуна на северо-востоке Франции в регионе Гранд-Эст (бывший Эльзас — Шампань — Арденны — Лотарингия), департамент Верхний Рейн, округ Мюлуз, кантон Сен-Луи. До марта 2015 года коммуна являлась административным центром одноимённого упразднённого кантона (округ Мюлуз).
Площадь коммуны — 2,86 км², население — 6358 человек (2006) с тенденцией к росту: 6884 человека (2012), плотность населения — 2407,0 чел/км².

## История
Из-за своего стратегического расположения (на границе со Швейцарией, напротив города Базеля), Юненг, в дореволюционной российской литературе называемый Гюнинген, был выбран в XVII веке королём Франции Людовиком XIV для строительства крепости, что было поручено лучшему военному инженеру, маршалу Вобану.
В годы войн революционной и наполеоновской Франции крепость Юненга осаждалась трижды, все три раза обороняли её французы. В первый раз, в 1796—1797 годах, австрийцами, причём командующий гарнизоном генерал Аббатучи погиб, но тет-де-пон перед городом продержался до начала февраля 1797 года. Во второй раз, в 1813—1814 годах, Юненг осаждался баварцами под командованием генерала фон Цоллера.
Третья и самая знаменитая осада Юнингена произошла в 1815 году, после того, как Наполеон бежал из ссылки и вернулся к власти во Франции. Французским комендантом крепости был назначен генерал Барбанегр. После предыдущих осад крепость находилась в самом жалком положении, с полуразрушенными укреплениями. Heсмотря на это, Барбанегр, без денег, без провианта, с четырьмя неполными и ненадёжными батальонами национальной гвардии, сумел удержать Гюнинген до конца Ста дней, против осаждавшего его значительного австрийского и швейцарского корпуса (25 тысяч человек). Узнав о капитуляции Наполеона 28 июня, генерал Барбанегр приказал крепостной артиллерии бомбардировать находящийся на другом берегу от крепости швейцарский город Базель, что его противники расценили как военное преступление. После этого генерал продолжил оборону вплоть до 26 августа 1815 года. Наконец, истощив все средства, он решился сдаться на капитуляцию, с условием, чтобы ему дозволено было с уцелевшими от гарнизона тремя взводами присоединиться к французской армии.
После этого французские укрепления Юненга были срыты по требованию швейцарцев. Памятник генералу Аббатучи, поставленный по приказу генерала Моро, был также разрушен. Впоследствии он был восстановлен благодаря усилиям генералов Раппа и Фуа, и поныне украшает город.
На начальном этапе Второй Мировой войны до 60 % зданий города было разрушено при штурме его немцами, так как французский гарнизон оказал им ожесточённое сопротивление.

## Население
Численность населения коммуны в 2011 году составляла 6760 человек, а в 2012 году — 6884 человека.
| 1962 | 1968 | 1975 | 1982 | 1990 | 1999 | 2005 | 2006 | 2010 | 2011 | 2012 |
| ---- | ---- | ---- | ---- | ---- | ---- | ---- | ---- | ---- | ---- | ---- |
| 4963 | 5769 | 6576 | 6679 | 6252 | 6097 | 6324 | 6358 | 6664 | 6760 | 6884 |

Динамика населения:

## Экономика
В 2010 году из 4475 человек трудоспособного возраста (от 15 до 64 лет) 3418 были экономически активными, 1057 — неактивными (показатель активности 76,4 %, в 1999 году — 74,2 %). Из 3418 активных трудоспособных жителей работали 2947 человек (1557 мужчин и 1390 женщин), 471 числились безработными (253 мужчины и 218 женщин). Среди 1057 трудоспособных неактивных граждан 268 были учениками либо студентами, 290 — пенсионерами, а ещё 499 — были неактивны в силу других причин.
На протяжении 2011 года в коммуне числилось 3177 облагаемых налогом домохозяйств, в которых проживало 6697 человек. При этом медиана доходов составила 22936 евро на одного налогоплательщика.

## Достопримечательности (фотогалерея)

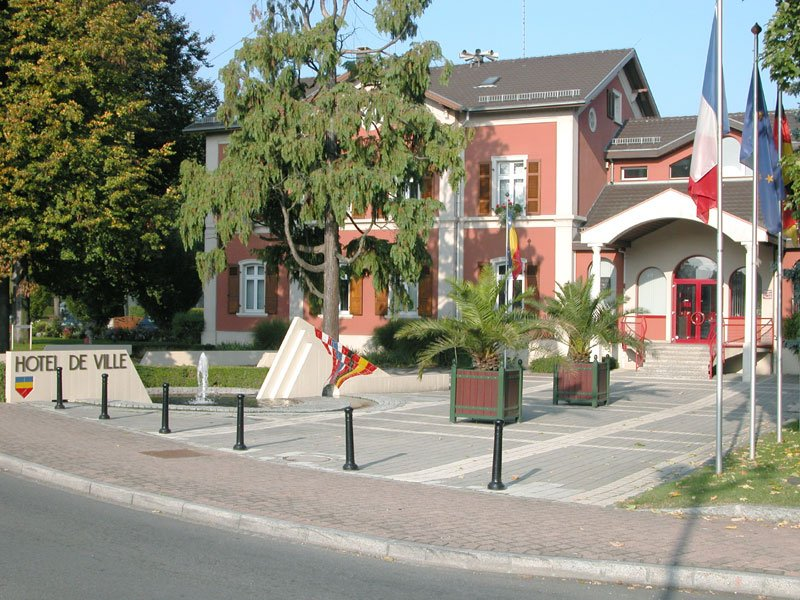
Отель
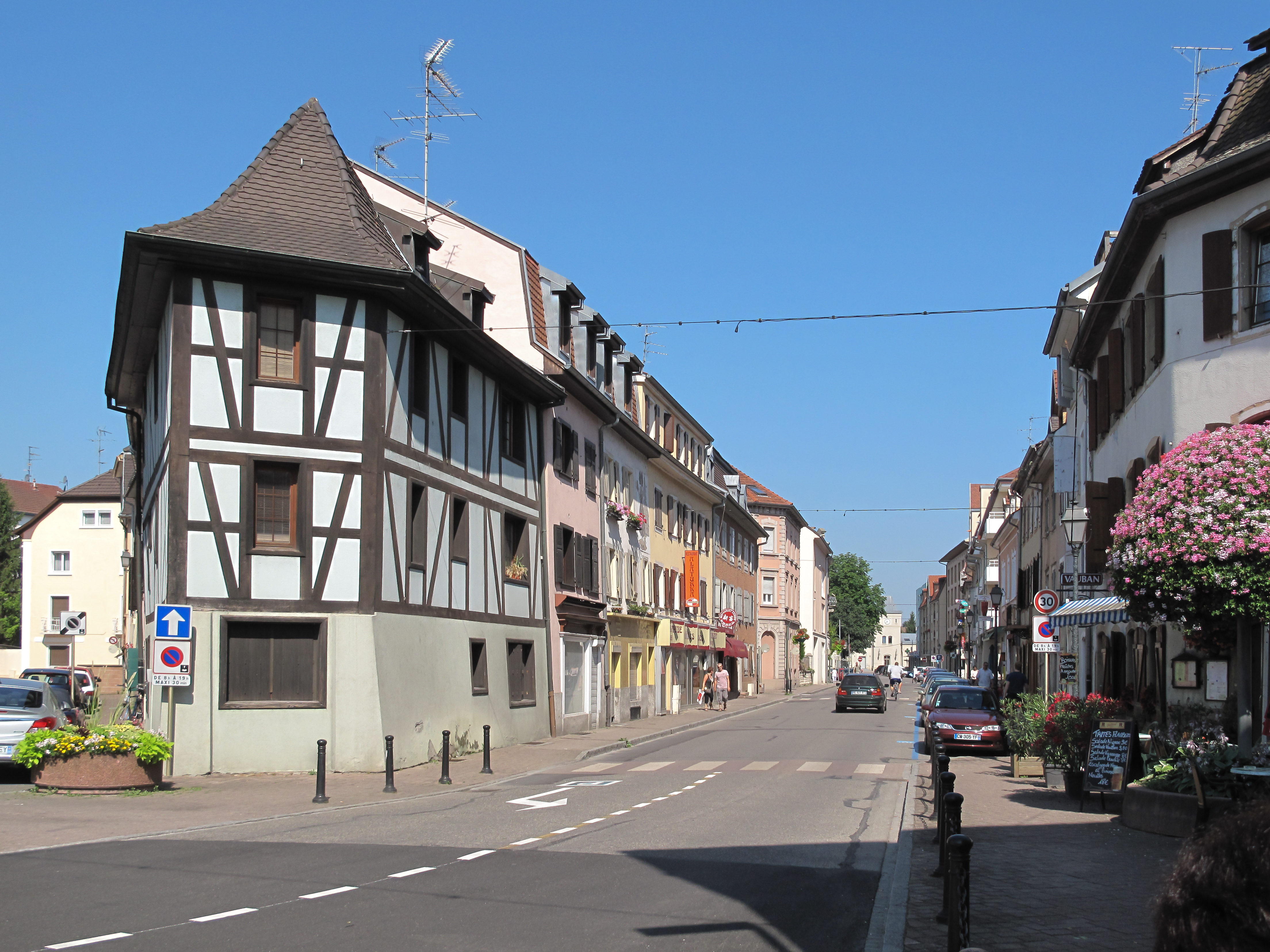
На улице
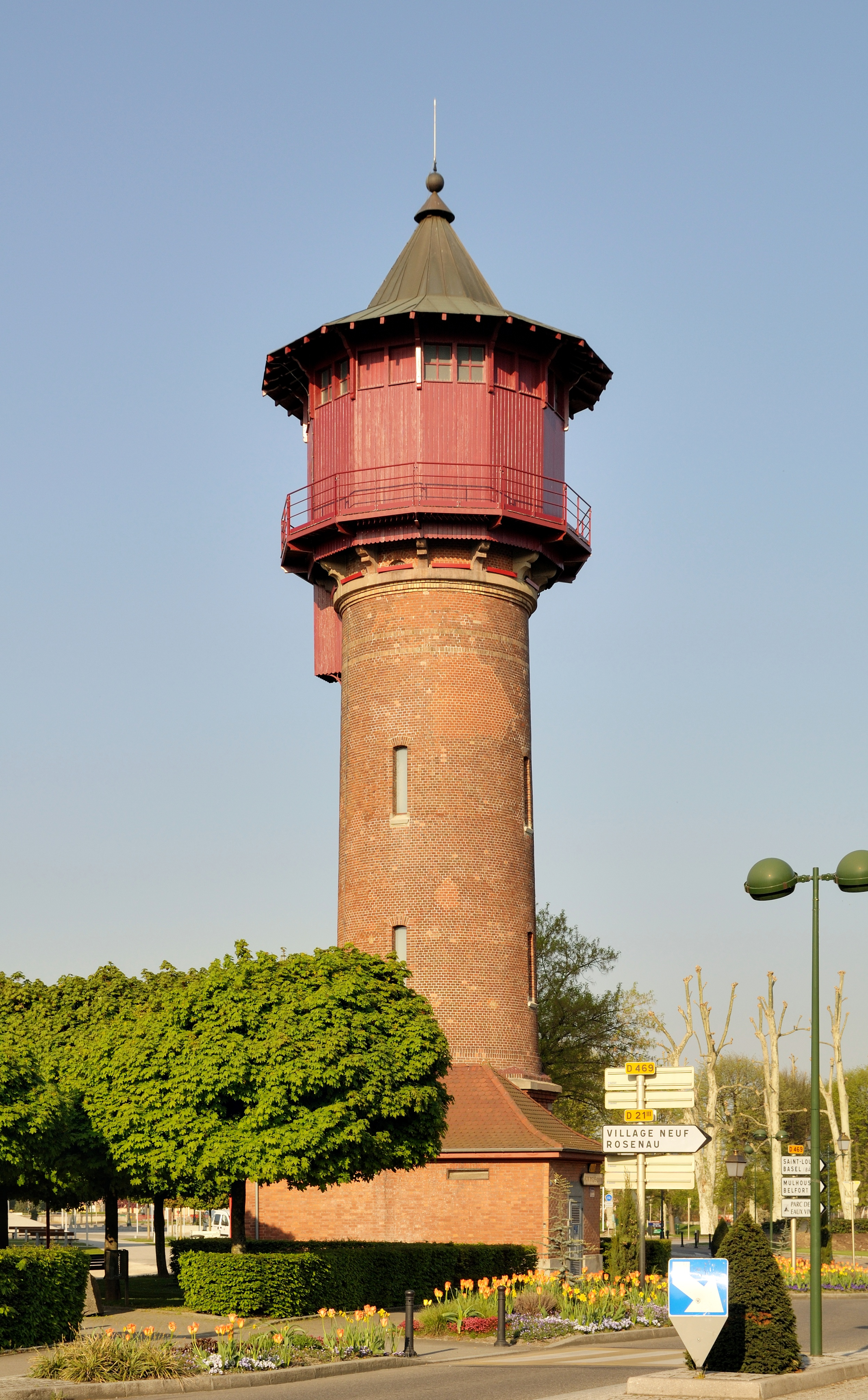
Водонапорная башня